# Calicogorgia
Calicogorgia is een geslacht van neteldieren uit de klasse van de Anthozoa (bloemdieren).

## Soorten
- Calicogorgia granulosa Kükenthal & Gorzawsky, 1908
- Calicogorgia investigatoris Thomson & Henderson, 1906
- Calicogorgia rubrotincta Thomson & Henderson, 1906
- Calicogorgia sibogae Stiasny, 1941
- Calicogorgia tenuis Thomson & Simpson, 1909